# Homalocnemis adelensis
Homalocnemis adelensis är en tvåvingeart som först beskrevs av Miller 1913.  Homalocnemis adelensis ingår i släktet Homalocnemis och familjen Homalocnemiidae. Inga underarter finns listade i Catalogue of Life.